# Nothing But a Heartache
A Nothing But a Heartache című kislemez a német-holland származású C.C.Catch harmadik kislemeze a Big Fun című albumról. A dal a spanyol és a német slágerlistákra is felkerült. A kislemezre még két dal is felkerült, a Heartbeat City és a Little By Little.

## Tracklista
12" Maxi
Német kiadás (Hansa 612 032)
1. "Nothing But a Heartache" – 5:06
2. "Heartbeat City" (Maxi Mix) – :52
3. "Little By Little – 2:58

CD Maxi
Német kiadás (Hansa 662 032)
1. "Nothing But a Heartache" (Long Version) – 5:07
2. "Little By Little" – 3:08
3. "Heartbeat City" (Maxi Mix) –	4:56
4. "Nothing But A Heartache" (Radio Mix) - 2:59

## Slágerlista
| Slágerlista (1989) | Legmagasabb helyezés |
| ------------------ | -------------------- |
| Németország        | 39                   |
| Spanyolország      | 14                   |

## Külső hivatkozások
- Dalszöveg Nothing But A Heartache[5]
- Dalszöveg Little By Little[6]
- Dalszöveg Heartbeat City[7]